# Birmingham Grand Prix 2011
Il Birmingham Grand Prix 2011 (noto per motivi di sponsorizzazione come Aviva Birmingham Grand Prix 2011) è stato la 14ª edizione dell'annuale meeting di atletica leggera; le competizioni hanno avuto luogo all'Alexander Stadium di Birmingham, dalle ore 16:00 alle ore 19:50 UTC del 10 luglio 2011. Il meeting è stato la nona tappa del circuito Diamond League 2011.

## Programma
Il meeting ha visto lo svolgimento di 17 specialità, 7 maschili e 10 femminili: di queste, 7 maschili e 9 femminili erano valide per la Diamond League. Oltre a queste, erano inserite in programma due serie di qualificazione per i 100 m maschili, due serie di qualificazione per i 100 metri ostacoli femminili, una gara sui 400 metri ostacoli maschili a livello nazionale e un 1500 maschile per atleti T54 in carrozzina.
| # | Orario | Specialità             |
| - | ------ | ---------------------- |
| 1 | 17:36  | Getto del peso         |
| 2 | 18:04  | 400 m hs               |
| 3 | 18:35  | Salto triplo           |
| 4 | 18:39  | 800 m                  |
| 5 | 18:45  | Lancio del giavellotto |
| 6 | 19:32  | 5000 m                 |
| 7 | 19:50  | 100 m                  |

| #  | Orario | Specialità       |
| -- | ------ | ---------------- |
| 1  | 16:00  | Lancio del disco |
| 2  | 16:55  | Salto in lungo   |
| 3  | 17:05  | Salto con l'asta |
| 4  | 18:09  | Salto in alto    |
| 5  | 18:13  | 3000 m siepi     |
| 6  | 18:29  | 200 m            |
| 7  | 18:50  | 1500 m           |
| 8  | 19:02  | 100 m hs         |
| 9  | 19:12  | 800 m            |
| 10 | 19:22  | 400 m            |

     Specialità valide per la Diamond League

## Risultati
Di seguito i primi tre classificati di ogni specialità.

### Uomini
| Specialità             |                     | Prestazione | 2º classificato    | Prestazione | 3º classificato    | Prestazione |
| 100 m                  | Asafa Powell        | 9.91        | Nesta Carter       | 9.93        | Michael Frater     | 10.01       |
| 800 m                  | Abubaker Kaki       | 1'44.54     | Marcin Lewandowski | 1'45.47     | Amine Laalou       | 1'45.77     |
| 5000 m                 | Mohammed Farah      | 13'06.14    | Galen Rupp         | 13'06.86    | Imane Merga        | 13'07.63    |
| 400 m hs               | David Greene        | 48.20       | Bershawn Jackson   | 48.22       | Javier Culson      | 48.34       |
| Salto triplo           | Phillips Idowu      | 17.54 m     | Alexis Copello     | 17.12 m     | David Girat        | 17.08 m     |
| Getto del peso         | Dylan Armstrong     | 21.55 m     | Tomasz Majewski    | 20.90 m     | Christian Cantwell | 20.86 m     |
| Lancio del giavellotto | Andreas Thorkildsen | 88.30 m     | Matthias De Zordo  | 83.42 m     | Jarrod Bannister   | 82.01 m     |

     Atleti al primo posto nella classifica di specialità.
     Prestazione che stabilisce il nuovo record del meeting.

### Donne
| Specialità       |                   | Prestazione | 2ª classificata     | Prestazione | 3ª classificata                  | Prestazione |
| 200 m            | Bianca Knight     | 22.59       | Marshevet Myers     | 22.59       | Carmelita Jeter                  | 22.62       |
| 400 m            | Amantle Montsho   | 50.20       | Rosemarie Whyte     | 50.82       | Novlene Williams-Mills           | 50.85       |
| 800 m            | Jennifer Meadows  | 2'02.06     | Lucia Klocová       | 2'02.09     | Emma Jackson                     | 2'02.18     |
| 1500 m           | Morgan Uceny      | 4'05.64     | Kalkidan Gezahegne  | 4'05.96     | Maryam Yusuf Jamal               | 4'06.39     |
| 100 m hs         | Sally Pearson     | 12.48       | Danielle Carruthers | 12.52       | Virginia Crawford                | 12.79       |
| 3000 m siepi     | Sofia Assefa      | 9'25.87     | Almaz Ayana         | 9'30.27     | Fionnuala Britton                | 9'37.93     |
| Salto in lungo   | Janay DeLoach     | 6.78 m      | Brittney Reese      | 6.67 m      | Dar'ja Klišina                   | 6.64 m      |
| Salto in alto    | Blanka Vlašić     | 1.99 m      | Anna Čičerova       | 1.99 m      | Emma Green-Tregaro               | 1.90 m      |
| Salto con l'asta | Silke Spiegelburg | 4.66 m      | Holly Bleasdale     | 4.61 m      | Svetlana Feofanova Fabiana Murer | 4.46 m      |
| Lancio del disco | Nadine Müller     | 65.75 m     | Aretha Thurmond     | 62.65 m     | Dani Samuels                     | 62.33 m     |

     Atlete al primo posto nella classifica di specialità.
     Prestazione che stabilisce il nuovo record del meeting.